# Reserve (Wisconsin)
Reserve – jednostka osadnicza w Stanach Zjednoczonych, w stanie Wisconsin, w hrabstwie Sawyer.